# Maximin Isnard
Maximin Isnard (ur. 16 listopada 1755, zm. 12 marca 1825) – polityk francuski czasów rewolucji francuskiej, żyrondysta.
Wybrany w 1791 roku deputowanym do Legislatywy z departamentu Var, przed rewolucją pracował w drogerii i niczym szczególnym się nie wyróżniał. Nie mamy również informacji o jego wcześniejszym zaangażowaniu politycznym lub kulturalnym. W parlamencie od razu był związany z Żyrondą.
Swój udział w obradach Legislatywy Isnard zaznaczył się ostrą krytyką Ludwika XVI, Marii Antoniny i całego otoczenia dworu, zarzucając kręgowi królewskiemu działanie na niekorzyść Francji, uleganie wpływom austriackim i nieprzestrzeganie konstytucji. Będąc wrogiem absolutyzmu, Isnard obawiał się jednak również zbytniej aktywności ludowej. Ostrzegał przed siłą spontanicznych wystąpień i powstań, zachęcając do bardziej umiarkowanego kursu. 20 czerwca 1792, gdy lud zaatakował Tuileries, zdemolował apartamenty królewskie, a samego władcę znieważył, Isnard należał do nielicznych deputowanych broniących monarchy. Polityczna ślepota Ludwika XVI zraziła go jednak do tego stopnia, że poparł powstanie 10 sierpnia 1792 i obalenie monarchii.
Wybrany do nowo powołanego Konwentu, niemal natychmiast został komisarzem na froncie północnym, gdzie spędził jesień roku 1792. Wrócił do Paryża na proces króla, w którym zagłosował za skazaniem na śmierć. W styczniu 1793 roku został wybrany do pierwszego, 25-osobowego Komitetu Bezpieczeństwa Powszechnego, który szybko okazał się mało skuteczny. To Isnard przedstawił 4 kwietnia kończący raport z jego prac, zalecając przekształcenie komitetu w mniejsze ciało składające się z 9 członków. W walce „górali” z żyrondystami wspierał tych ostatnich, broniąc autorytetu parlamentu przed wpływem ludu Paryża, mającego coraz większe ambicje co do sprawowania władzy. 25 maja, gdy przewodniczył obradom Konwentu, zagroził nawet pacyfikacją miasta, jeśli sankiuloci nie zrezygnują z ciągłego wywierania nacisków na deputowanych.
2 czerwca Isnard z własnej woli zrezygnował z mandatu członka Konwentu, widząc aresztowanie 29 czołowych przywódców swojej frakcji (sam nie znalazł się na liście proskrypcyjnej). Wyjechał z Paryża i zaangażował się w organizację powstania antyjakobińskiego. 3 października tego samego roku został wydany nakaz jego aresztowania, jednak Isnard skutecznie zdołał ukryć się przed gwardzistami i przeżyć cały okres rządów jakobinów.
Już po upadku Robespierre’a, w 1795 roku, został zaproszony do powrotu do nowego, termidoriańskiego Konwentu, gdzie ponownie niczym szczególnym się nie wyróżniał. Głosował za wszystkimi ustawami ścigającymi byłych jakobinów. W czasie Konsulatu został reprezentantem Var w Radzie Pięciuset, gdzie znowu nie odegrał większej roli. W okresie cesarstwa Napoleona Bonapartego wydał pamflet O nieśmiertelności duszy – apologię religii katolickiej oraz kilka mniejszych broszur głoszących chwałę cesarstwa. Z kolei po powrocie Burbonów z równym zaangażowaniem przejawiał sympatie rojalistyczne, co zapewniło mu spokojne życie, mimo wchodzenia w życie kolejnych uchwał ścigających byłych rewolucjonistów.